# Piede equino-varo-supinato

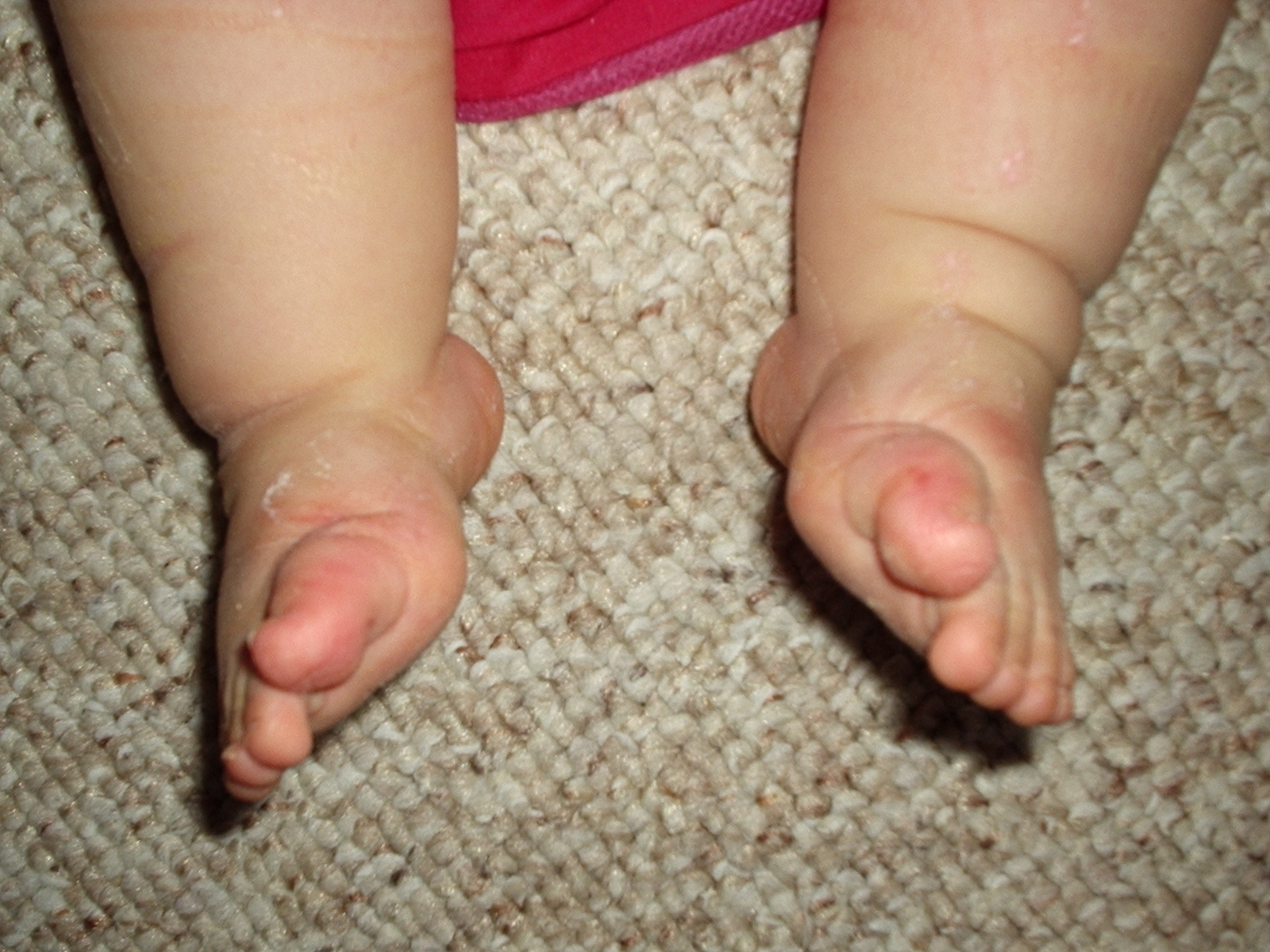
Piede equino

Il piede equino-varo-supinato è una malformazione congenita in cui il piede è piegato verso l'interno e il basso. In assenza di trattamento correttivo le persone affette danno l'impressione di camminare sulle caviglie o sulla parte esterna dei piedi. È il caso più frequente di piede torto congenito.

## Epidemiologia
È la più comune malformazione congenita, con un'incidenza di uno o due casi ogni 1000 nati vivi. Circa il 50% dei casi sono bilaterali e nella maggior parte dei casi non vi sono malformazioni aggiuntive. Si rileva anche una familiarità, con incidenza significativamente maggiore quando più membri della famiglia ne sono stati affetti. L'incidenza nei maschi è maggiore che nelle femmine.

## Eziologia
Le cause di questa malformazione non sono note. Secondo alcuni potrebbe a volte essere conseguenza di compressione intrauterina, eventualmente causata da oligoidramnios. Secondo altri potrebbe essere una malformazione genetica che si sviluppa nel primo trimestre di gestazione.

## Trattamento
Il metodo definito Ponseti attualmente è il gold standard assoluto per il trattamento del piede equino-varo-supinato.